# Costituzione francese del 1799

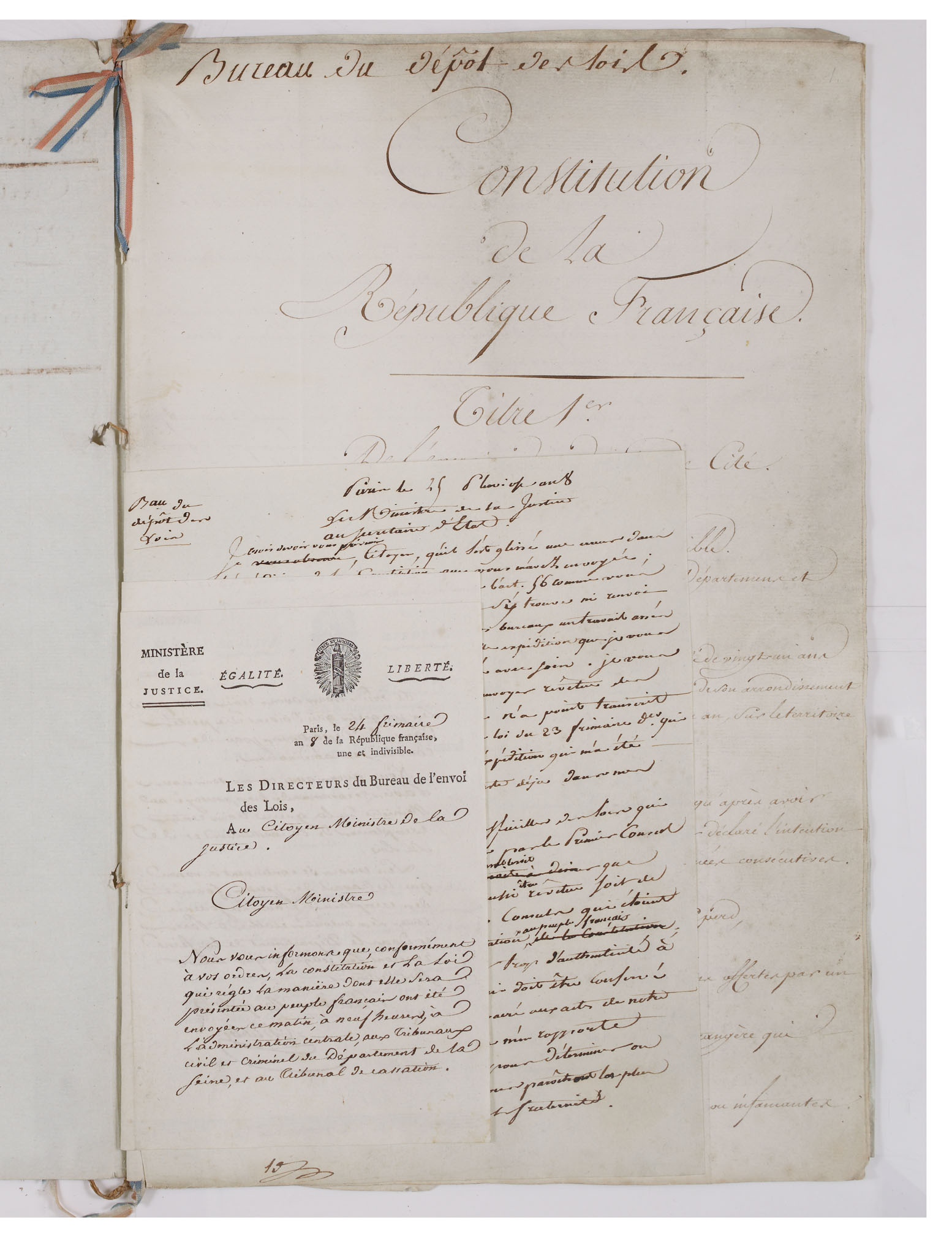
Costituzione francese del 1799

La Costituzione francese del 1799, detta anche Costituzione dell'anno VIII è la carta costituzionale del Consolato; essa consacra il desiderio d'ordine della borghesia e consegna il potere personale a Napoleone Bonaparte. Si accentua quindi quel cambiamento istituzionale i cui prodromi vanno rintracciati già nella Costituzione dell'anno III.

## Genesi
Napoleone, dopo il rifiuto del Consiglio dei Cinquecento di rivedere la Costituzione dell'anno III, prese il potere con il colpo di Stato del 18 brumaio, stabilendo con Sieyès e Roger Ducos un Consolato provvisorio; elaborò quindi con Sieyès una nuova Costituzione destinata a garantire un potere esecutivo forte e concentrato nelle sue mani.
Le assemblee designarono ciascuna una commissione per gli affari giudiziari correnti e per la preparazione di una nuova Carta. Si tennero numerose sedute in novembre e inizio dicembre, cui intervenne Bonaparte per accelerare le cose. La Costituzione fu redatta in undici giorni da Pierre Daunou, che apparteneva al gruppo degli idéologues (repubblicani liberali ostili al giacobinismo), e fu promulgata il 15 dicembre 1799, quindi ratificata per plebiscito nel febbraio 1800.

## Caratteristiche
Modellata su un potere esecutivo forte, composto di tre consoli, marca una rottura con le costituzioni precedenti: permette a Napoleone di esercitare il potere personale mantenendo nel contempo una parvenza di democrazia. È un testo tecnico principalmente inteso a definire il ruolo del Primo Console, detentore del potere decisionale effettivo. 
Contrariamente alle costituzioni repubblicane precedenti non vi si trova traccia di dichiarazione dei diritti e delle libertà, ciononostante alcuni diritti sono affermati nelle disposizioni generali, come l'inviolabilità del domicilio (per rassicurare la borghesia), la sicurezza delle persone e il diritto di petizione:
La popolazione vota con suffragio universale un elenco di nomi (talvolta predisposti addirittura con il sorteggio), ma la designazione di questi proviene dall'alto tra quelli più graditi. Dall'esecutivo parte pure l'iniziativa legislativa (predisposta soltanto dal Consiglio di Stato per suo conto). Il Tribunato discute le proposte ma non le vota, il Corpo legislativo (Corps législatif) le vota ma non le discute, né può emendarle. In tal modo il potere legislativo conserva soltanto un potere di facciata. Al Primo Console spetta anche la nomina dei giudici, come sempre elettivi. 
Lo Stato di Napoleone era così uno Stato monocratico accentrato, espressione di un regime dittatoriale personale, che violava in pieno l'articolo 16 della Dichiarazione dei diritti dell'uomo e del cittadino del 1789. La sua volontà contava più di tutti gli articoli della Costituzione. Per questa ragione nel 1804 venne nominato imperatore ereditario, per portare ordine e autorità seguendo gli "immortali principi" della Rivoluzione francese. 

### Il sistema elettorale
Fu instaurato il suffragio universale maschile, ma il sistema elettorale non permetteva l'espressione dei cittadini; in effetti le elezioni furono soppresse, in quanto i cittadini non eleggevano più i propri rappresentanti ma si limitavano a presentare delle "liste di notabili", liste da cui, a discrezione del governo o del Senato (Sénat conservateur), venivano nominati o eletti i membri delle assemblee, i consoli e i funzionari.
Il suffragio universale era articolato su tre gradi:
1. un decimo degli elettori di ogni cantone era designato come rappresentante per costituire le liste di arrondissement, in cui si sceglievano i funzionari di arrondissement; a loro volta un decimo di questi era scelto a costituire la lista di dipartimento;
2. la lista di dipartimento permetteva di scegliere i funzionari di dipartimento, e ancora un decimo di essi costituiva la lista nazionale;
3. la lista nazionale permetteva di scegliere i funzionari nazionali tra cui i membri del Corpo legislativo e del Tribunat.

### L'assetto dei poteri
L'esecutivo, emarginato durante la Rivoluzione, si trovò a detenere il potere reale, aiutato in ciò 
dal ruolo del Consiglio di Stato; il potere legislativo era indebolito dalla frammentazione in tre assemblee: il Senato, il Tribunat e il Corpo legislativo. 

#### L'esecutivo e il potere del Primo Console
I tre consoli erano nominati per dieci anni e rieleggibili indefinitamente da parte del Senato; il secondo e terzo console avevano un ruolo consultivo, mentre a tutti gli effetti il potere era in mano al Primo Console. La Costituzione sembrava infatti ritagliata su misura per Bonaparte; questi era, fatto rarissimo, esplicitamente designato dalla Costituzione come Primo Console: contrariamente al Direttorio infatti, sebbene i consoli fossero sempre in numero di tre, il secondo e il terzo avevano unicamente ruolo consultivo.
I poteri di Bonaparte erano considerevoli: nominava e revocava i ministri ed i funzionari, non era responsabile di fronte a nessuno; aveva un certo potere d'iniziativa in materia legislativa proponendo e promulgando le leggi; inoltre era dotato di poteri importanti in ambito diplomatico e militare.
I tre consoli designati dalla Costituzione del 1799 furono Napoleone Bonaparte, Jean-Jacques Régis de Cambacérès e Charles-François Lebrun.

#### Il Consiglio di Stato
Il Consiglio di Stato era il consiglio giuridico del governo, assemblea puramente tecnica con 30-50 membri nominati dal Primo Console a partire dalla lista nazionale. Era consultato dal Primo Console per tutti i progetti di legge e di regolamento, essendo la sua principale funzione la redazione delle leggi; doveva inoltre difendere ed argomentare i progetti di legge di fronte al Corpo legislativo.

#### Un potere legislativo frammentato
La frammentazione ebbe l'effetto di indebolire il potere legislativo; le sue competenze furono ridotte, alcune assemblee non detenevano l'iniziativa di proporre le leggi.
- Il Tribunat era composto da cento deputati eletti per cinque anni, rinnovati ogni anno per un quinto. Era incaricato di discutere i progetti di legge e di dare il proprio parere senza poterli votare;
- Il Corpo legislativo, composto da trecento membri, votava i progetti di legge senza poterli discutere. I suoi componenti erano anch'essi eletti per cinque anni e rinnovati annualmente per un quinto;
- Il Senato inizialmente non era un organo legislativo: in effetti era incaricato di preservare la Costituzione annullando gli atti amministrativi incostituzionali. Doveva eleggere i membri del Corpo legislativo e del Tribunat a partire dalla lista nazionale, i giudici di Cassazione e i commissari alla contabilità. Era composto da ottanta membri, inamovibili e maggiori di quarant'anni, di cui sessanta nominati da Bonaparte, gli altri venti cooptati.

Tale «assemblea di saggi» andò progressivamente redigendo testi legislativi, i senatoconsulti, disponendo così di un'autorità di sanzione (verificava la conformità delle leggi alla Costituzione) e di determinazione (potere di revisione).

## Consolato a vita e fine del regime
Bonaparte instaurò il consolato a vita con la Costituzione dell'Anno X che rinforzò ulteriormente i suoi poteri.